# Карен Мулдер
Карен Мулдер (рођена 1. јуна 1970) холандска је манекенка и певачица. Она је добро позната по свом раду са Версачеом, Диором и Шанелом као супермодел током 1990-их. Молдер се више пута појављивала на насловној страни Вога, а такође је била Викторија'с сикрет модел. Почетком 2000-их почела је да говори о мрачној страни манекенске индустрије и опасностима са којима се суочавају малолетне девојке и младе жене.